# Christian Krohg
Christian Krohg (Oslo, 13 agosto 1852 – Oslo, 16 ottobre 1925) è stato un pittore, scrittore e giornalista norvegese.

## Biografia

Et farvel (1876)

Il padre di Christian Krohg, Georg Anton Krohg (1817-73) era figlio del ministro Christian Krohg. Arruolatosi volontario nella guerra danese-tedesca del 1848 sposò Sophie Amalia Holst (1822-61), una parente danese, figlia del vicario di Elmelunde sull'isola di Møn. A causa delle sue origini Christian aveva un forte legame con la Danimarca.
La madre morì quando Krohg aveva solo 8 anni, di Christian e delle sue quattro sorelle si prese quindi cura la sorella del padre, Marie Krohg. Frequentava la stessa classe di Eilif Peterssen con cui Krohg condivise l'interesse per il disegno.
Contemporaneamente agli studi in giurisprudenza Christian Krohg la sera frequentò la Scuola Reale di disegno dove si diplomò nel 1874. Proseguì la sua formazione all'Accademia di belle arti di Karlsruhe dove fu allievo di Hans Gude e del realista Karl Gussow.
Nel 1875 seguì Karl Gussow a Berlino per proseguire gli studi sotto la sua guida. Questo in un'epoca in cui la maggioranza dei pittori norvegesi in formazione frequentava Monaco. La durezza dell'ambiente cittadino e i forti contrasti sociali, insieme all'influenza di Adolph Menzel e Max Liebermann spinsero Krohg verso il naturalismo. Una delle opere più rappresentative di questo periodo è Et farvel (Un addio). Rimase a Berlino per quattro anni.
A Berlino Krohg visse con Karl Edvard Diriks, tra i suoi amici più stretti vi fu Max Klinger suo compagno di studi all'accademia. Nel marzo del 1878 conobbe Georg Brandes, di cui realizzò un ritratto. La quotidiana frequentazione con il letterato danese influenzò il radicalismo di Krohg, il contemporaneo allontanamento da Gussow segnarono un periodo di crisi, nella primavera del 1779 fece ritorno in Norvegia, su invito di Frits Thaulow si recò a Skagen per trascorrervi i mesi estivi.
Durante questo primo soggiorno nella località danese la sua produzione artistica ebbe una svolta. L'ambiente aspro e il contatto con la locale comunità di pescatori, ed in particolare con una famiglia spesso rappresentata nelle sue opere del periodo, gli permisero quell'estate di ritrovare la pace interiore necessaria per trovare una modalità di rappresentazione propria e completamente indipendente, a questo periodo risalgono le versioni di Garnbinderen (1879) e Kone som skjærer brød (1879). Krohg si interessò anche alla fotografia, nelle sue composizioni le figure sono spesso in primo piano e con tagli orrizontali o verticali, rappresentativo di questo approccio è il quadro Babord litt del quale, come di tutte le principali opere di Krohg, esistono diverse versioni. Negli anni successivi Krohg trascorse l'estate a Skagen dal 1882 al 1884 e poi nuovamente nel 1888 insieme alla colonia di pittori presenti nella località tra cui Michael Ancher, sua moglie Anne e Peder Severin Krøyer.
Dal 1881 all'estate 1882 soggiornò a Parigi, il contatto con la pittura di Gustave Courbet rafforzò la sua idea dell'obbligo sociale dell'arte, i contatti con Jules Bastien-Lepage e Édouard Manet e con la mostra degli impressionisti del 1882 ebbero un impatto sulla sua opera simile a quello del soggiorno a Skagen.
Al rientro in Norvegia trovò una Christiania nel mezzo di sommovimenti politici e sociali, Krohg, considerato il più autentico pittore di sinistra, fu vicino al movimento studentesco liberale dove conobbe Hans Jæger, il leader del movimento bohémien. In una conferenza presso il movimento studentesco Krohg affermò che lo scopo dell'arte è quello di dipingere la propria epoca in modo veritiero e scomodo, di questo periodo è il dipinto Albertine i politilægens venteværelse, (Albertine nella sala d'attesa del medico della polizia) che riprende una scena del suo romanzo Albertine, pubblicato quello stesso anno e che tratta il tema della prostituzione a Christiania negli anni Ottanta del XIX secolo. Il libro suscitò molto scalpore e scandalo e fu censurato e sequestrato, Krohg fu multato dalla Corte Suprema.
Del 1888-89 è un'altra opera di critica sociale, Kampen for tilværelsen (Lotta per l'esistenza) in cui è rappresentata la distribuzione di pane ai poveri in un negozio a Kristiania e del quale esistono numerosi studi preliminari, nel quadro appare evidente la sua solidarietà per i deboli della società e la loro difficile condizione. 
Divenne uno degli esponenti di spicco, con Hans Jæger del movimento bohémien di Christiania, fu il primo redattore capo del periodico Impressionisten che ebbe breve durata (solo 8 numeri), in seguito divenne editorialista per il Verdens Gang (1890-1910). Nel 1888 sposò Oda Engelhart, la coppia si trasferì a Copenaghen, l'anno successivo nacque il figlio Per (1889-1965). Dal 1890 fu spesso in viaggio. Tra il 1901 e il 1910 trascorse dei periodi a Parigi dove, dal 1902 fu docente presso l'Académie Colarossi, nel periodo parigino la sua produzione fu relativamente scarsa. Questi furono anche gli anni più complicati per Krohg sia per la temporanea separazione dalla moglie trasferitasi a Parigi per vivere con lo scrittore Gunnar Heiberg sia per le difficoltà finanziarie.
Nel 1909 tornò definitivamente in Norvegia e fino al 1925 fu professore e direttore della Statens Kunstakademi di Oslo, appena fondata. Liberato dell'incombenza di dover scrivere molto per guadagnare dipinse un gran numero di quadri con modelle ritratte in attività quotidiane, le opere di questo periodo sembrano quasi delle istantanee con colori più tenui e un tratto più ampio. Numerosi anche i rifacimenti di opere precedenti, caratterizzate da una ricerca di maggiore espressività.
Nel 1920 acquistò una casa a Bjelkeviken nei pressi di Kragerø dove trascorse le successive cinque estati a dipingere, l'opera più significativa di questo periodo è Udsigt fra Bjelkeviken completato pochi mesi prima della morte. Nell'ultima fase della sua vita furono numerosissimi anche gli autoritratti, oltre 50, dai quali traspare la sua preoccupazione per gli eventi e per le persone.
Christian Krohg fu sepolto nel Vår Frelsers gravlund a Oslo.
Nel 1960 in un incrocio di Oslo venne eretta una statua di bronzo di Krohg realizzata dagli scultori Per Hurum e Asbjørg Borgfelt.

## Onorificenze
Nel 1900 fu nominato Cavaliere di prima classe dell'Ordine di Sant'Olav e nel 1910 ricevette la Croce di Commendatore di seconda classe.

## Opere
- 1886 Albertine, Christiania, Huseby e Co.
- 1888 En Duel
- 1890 Lodser
- 1891-92 Kunstnere (2 volumi con disegni propri)
- 1897 I smaa Dagsrejser til og fra Paris
- 1899 Paa Bicykle og Jernbane

Alcune delle sue interviste furono pubblicate in Tolv af vore Samtidige (1895), Egte Bergensere (1905) e Omkring Mjøsa (1909).
 
Nel 1906 uscì la raccolta di racconti Dissonantser.
Una selezione completa delle sue opere letterarie fu pubblicata nel 1920-1921 in quattro volumi con il titolo Kampen for Tilværelsen (terza edizione nel 1989)

## Galleria d'immagini

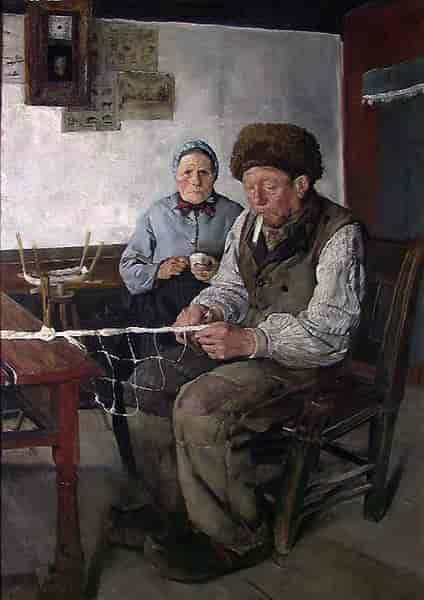
Garnbinderen (1879)
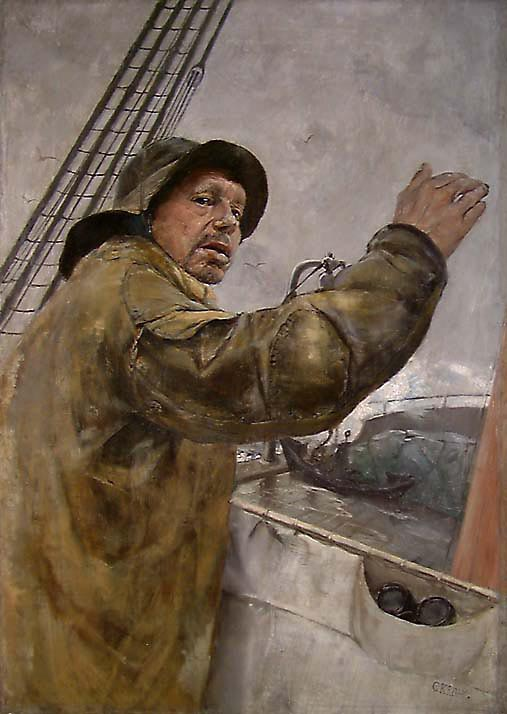
Babord litt (1879)
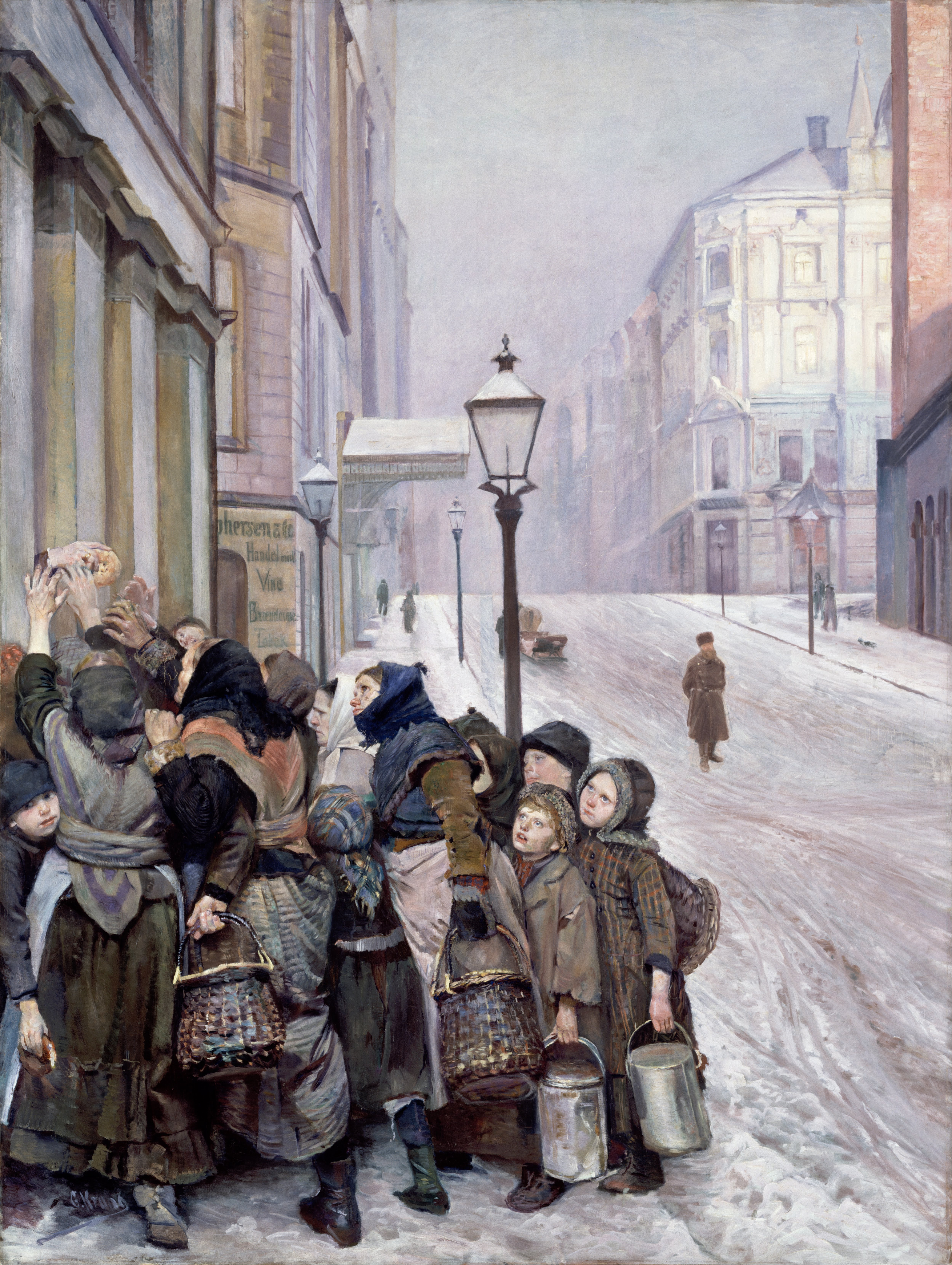
Kampen_for_tilværelsen (1888)
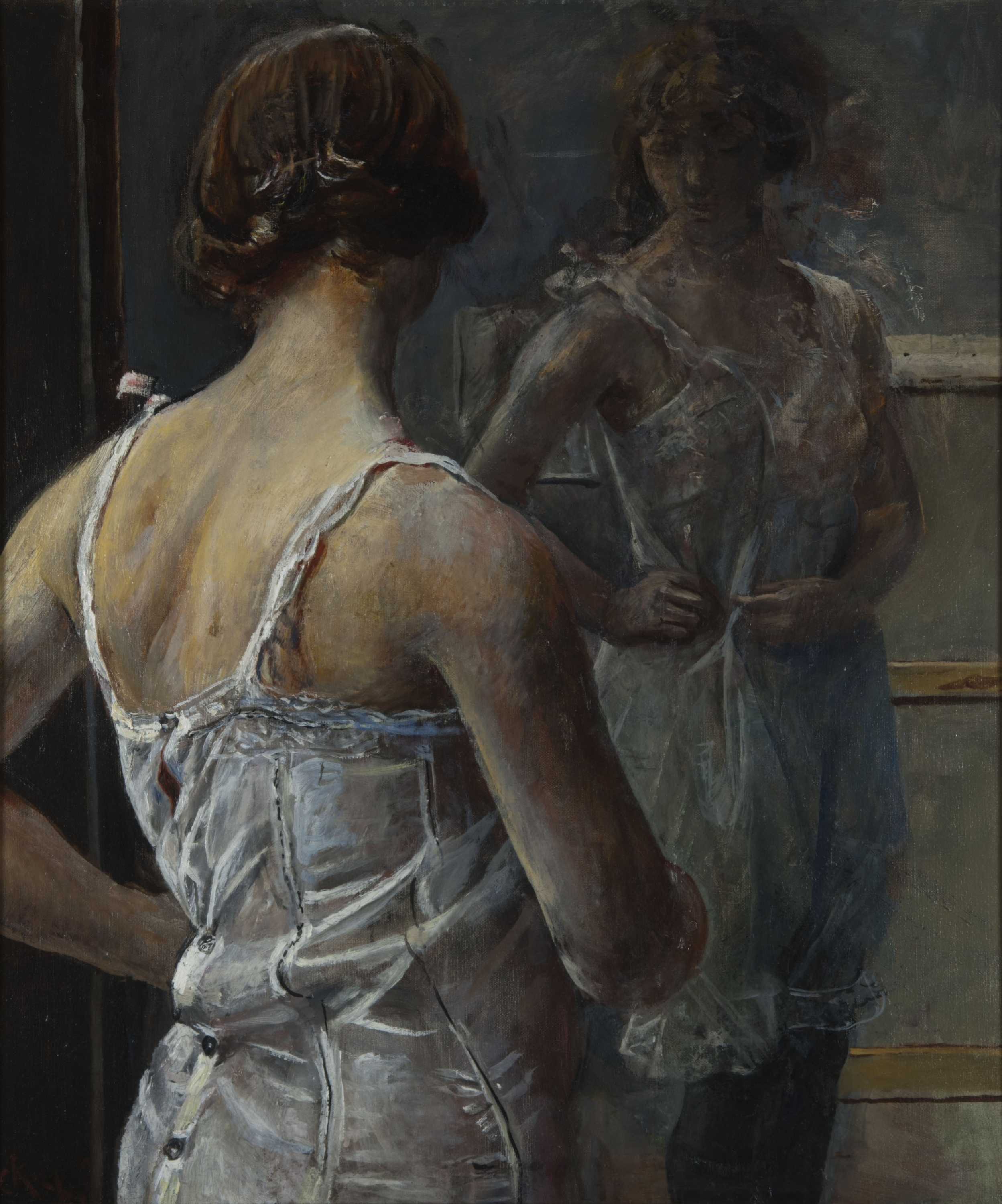
Toalett (1900)
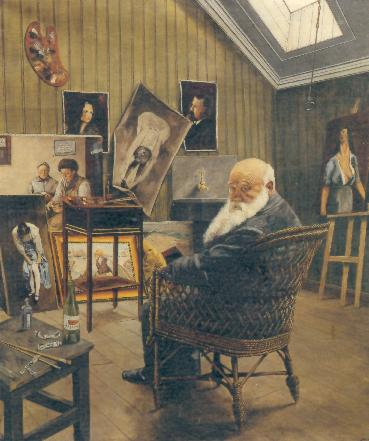
Selvportrett (1917)
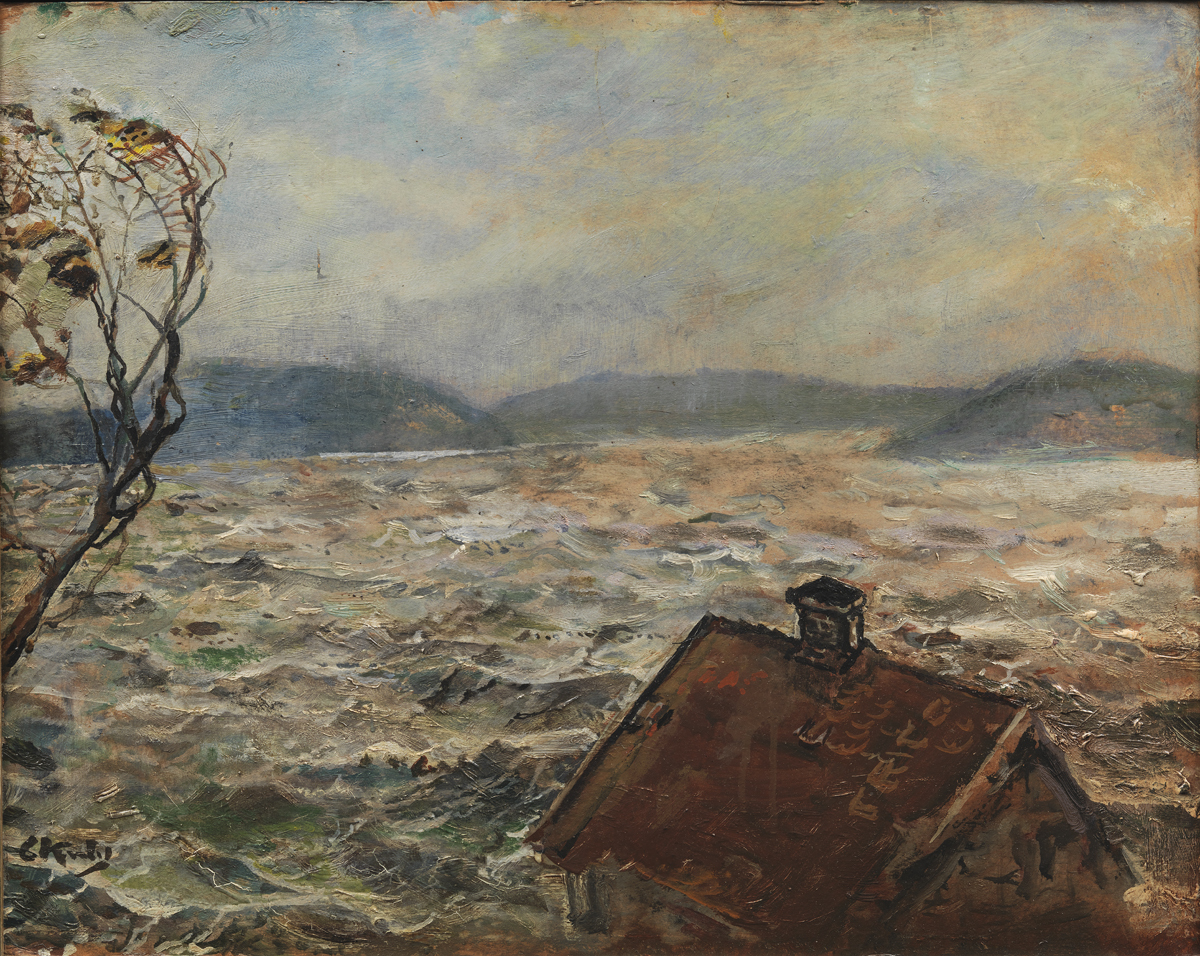
Udsigt fra Bjelkeviken (1925)